# Tomasz Mreńca
Tomasz Mreńca (ur. 1986 w Poznaniu) – polski skrzypek, kompozytor i producent muzyczny, twórca muzyki z pogranicza ambientu i muzyki eksperymentalnej. Jest członkiem międzynarodowej grupy The Frozen Vaults. Razem z Tomaszem Bednarczykiem tworzy projekt muzyczny Venter. Ukończył studia w Akademii Sztuk Pięknych we Wrocławiu.

## Dyskografia
Albumy autorskie
| Tytuł            | Dane dot. albumu                              |
| ---------------- | --------------------------------------------- |
| Land             | - Data: 7 września 2016 - Wydawca: For Tune   |
| Peak             | - Data: 2 marca 2018 - Wydawca: Nowe Nagrania |
| Echo             | Data: 2021 Wydawca: KAYAX                     |
| Man Of The Light | Data: 2024 Wydawca: KAYAX                     |

Albumy wspólne
| Tytuł                           | Dane dot. albumu                                     |
| ------------------------------- | ---------------------------------------------------- |
| 1816 (The Frozen Vaults)        | - Data: 27 kwietnia 2015 - Wydawca: Vox'Xov          |
| Venter LP (Venter)              | - Data: 1 lipca 2015 - Wydawca: Sensefloor           |
| Black Lake (+ Bartosz Dziadosz) | - Data: 23 listopada 2017 - Wydawca: Requiem Records |